# Pterocyclophora pictimargo
Pterocyclophora pictimargo är en fjärilsart som beskrevs av George Francis Hampson 1893. Pterocyclophora pictimargo ingår i släktet Pterocyclophora och familjen nattflyn. Inga underarter finns listade.